# Latin kupa

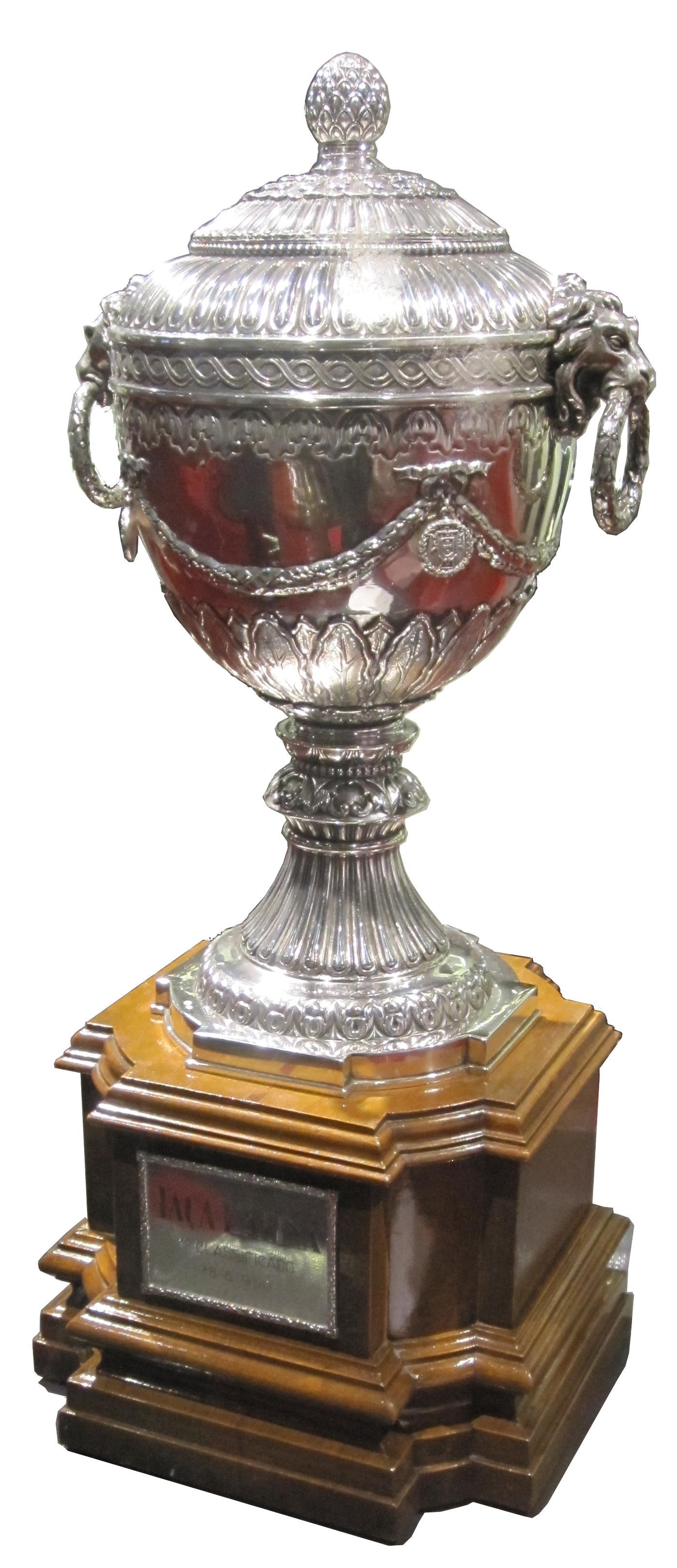

A Latin kupa, franciául Coupe Latine, olaszul Coppa Latina, spanyolul Copa Latina, portugálul Taça Latina egy már megszűnt labdarúgókupa-sorozat, amelyen Latin-Európa országai, vagyis Spanyolország, Olaszország, Portugália és Franciaország csapatai vettek részt.
A torna lebonyolítása a kezdetektől, vagyis 1949-től egészen a megszűnésig, 1957-ig ugyanaz volt. Eszerint négy csapat vett részt egy kieséses rendszerű tornán, így két elődöntőt, egy bronzmérkőzést és egy döntőt rendeztek.

## Döntők
| Év   | Döntő       | Döntő                 | Döntő           | Bronzmérkőzés   | Bronzmérkőzés | Bronzmérkőzés | Helyszín          |
| Év   | Győztes     | Eredmény              | Második         | Harmadik        | Eredmény      | Negyedik      | Helyszín          |
| ---- | ----------- | --------------------- | --------------- | --------------- | ------------- | ------------- | ----------------- |
| 1949 | Barcelona   | 2 – 1                 | Sporting        | Torino          | 5 – 3         | Reims         | Estadio Chamartín |
| 1950 | Benfica     | 3 – 3 h.u. 2 – 1 h.u. | Bordeaux        | Atlético Madrid | 2 – 1         | Lazio         | Estádio Nacional  |
| 1951 | Milan       | 5 – 0                 | Lille           | Atlético Madrid | 3 – 1         | Sporting      | San Siro          |
| 1952 | Barcelona   | 1 – 0                 | Nice            | Juventus        | 3 – 2         | Sporting      | Parc des Princes  |
| 1953 | Reims       | 3 – 0                 | Milan           | Sporting        | 4 – 1         | Valencia      | Estádio da Luz    |
| 1955 | Real Madrid | 2 – 0                 | Reims           | Milan           | 3 – 1         | Belenenses    | Parc des Princes  |
| 1956 | Milan       | 2 – 1                 | Athletic Bilbao | Benfica         | 2 – 1         | Nice          | San Siro          |
| 1957 | Real Madrid | 1 – 0                 | Benfica         | Milan           | 4 – 3         | Saint-Étienne | Santiago Bernabéu |

## Legsikeresebb csapatok
| Csapat          | Győztes        | Második  | Harmadik       | Negyedik       |
| Milan           | 2 (1951, 1956) | 1 (1953) | 2 (1955, 1957) |                |
| Barcelona       | 2 (1949, 1952) |          |                |                |
| Real Madrid     | 2 (1955, 1957) |          |                |                |
| Benfica         | 1 (1950)       | 1 (1957) | 1 (1956)       |                |
| Reims           | 1 (1953)       | 1 (1955) |                | 1 (1949)       |
| Sporting        |                | 1 (1949) | 1 (1953)       | 2 (1951, 1952) |
| Nice            |                | 1 (1952) |                | 1 (1956)       |
| Bordeaux        |                | 1 (1950) |                |                |
| Lille           |                | 1 (1951) |                |                |
| Athletic Bilbao |                | 1 (1956) |                |                |
| Atlético Madrid |                |          | 2 (1950, 1951) |                |
| Torino          |                |          | 1 (1949)       |                |
| Juventus        |                |          | 1 (1952)       |                |
| Lazio           |                |          |                | 1 (1950)       |
| Valencia        |                |          |                | 1 (1953)       |
| Belenenses      |                |          |                | 1 (1955)       |
| Saint-Étienne   |                |          |                | 1 (1957)       |

## Legsikeresebb országok
| Ország        | Győztes                    | Második                    | Harmadik                   | Negyedik             |
| Spanyolország | 4 (1949, 1952, 1955, 1957) | 1 (1956)                   | 2 (1950, 1951)             | 1 (1953)             |
| Olaszország   | 2 (1951, 1956)             | 1 (1953)                   | 4 (1949, 1952, 1955, 1957) | 1 (1950)             |
| Franciaország | 1 (1953)                   | 4 (1950, 1951, 1952, 1955) |                            | 3 (1949, 1956, 1957) |
| Portugália    | 1 (1950)                   | 2 (1949, 1957)             | 2 (1953, 1956)             | 3 (1951, 1952, 1955) |

## Külső hivatkozások
- RSSSF